# Expeditie van Lewis en Clark

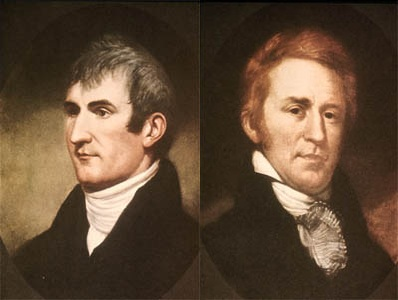
Clark en Lewis

De expeditie van Lewis en Clark was de in 1803 door president Thomas Jefferson uitgezonden expeditie onder leiding van Meriwether Lewis en William Clark door het nieuw verworven Louisiana Territory. Het was de eerste overlandse tocht door het westen van de Verenigde Staten van Amerika die leidde naar de kust van de Grote Oceaan aan de monding van de Columbia in de huidige staat Washington. De expeditie nam drie jaar in beslag en legde de grondslag voor de expansie van de VS naar het westen. Er werd veel kennis vergaard over de nog onverkende gebieden in het hart van het Noord-Amerikaanse continent.

## Opzet van de Expeditie

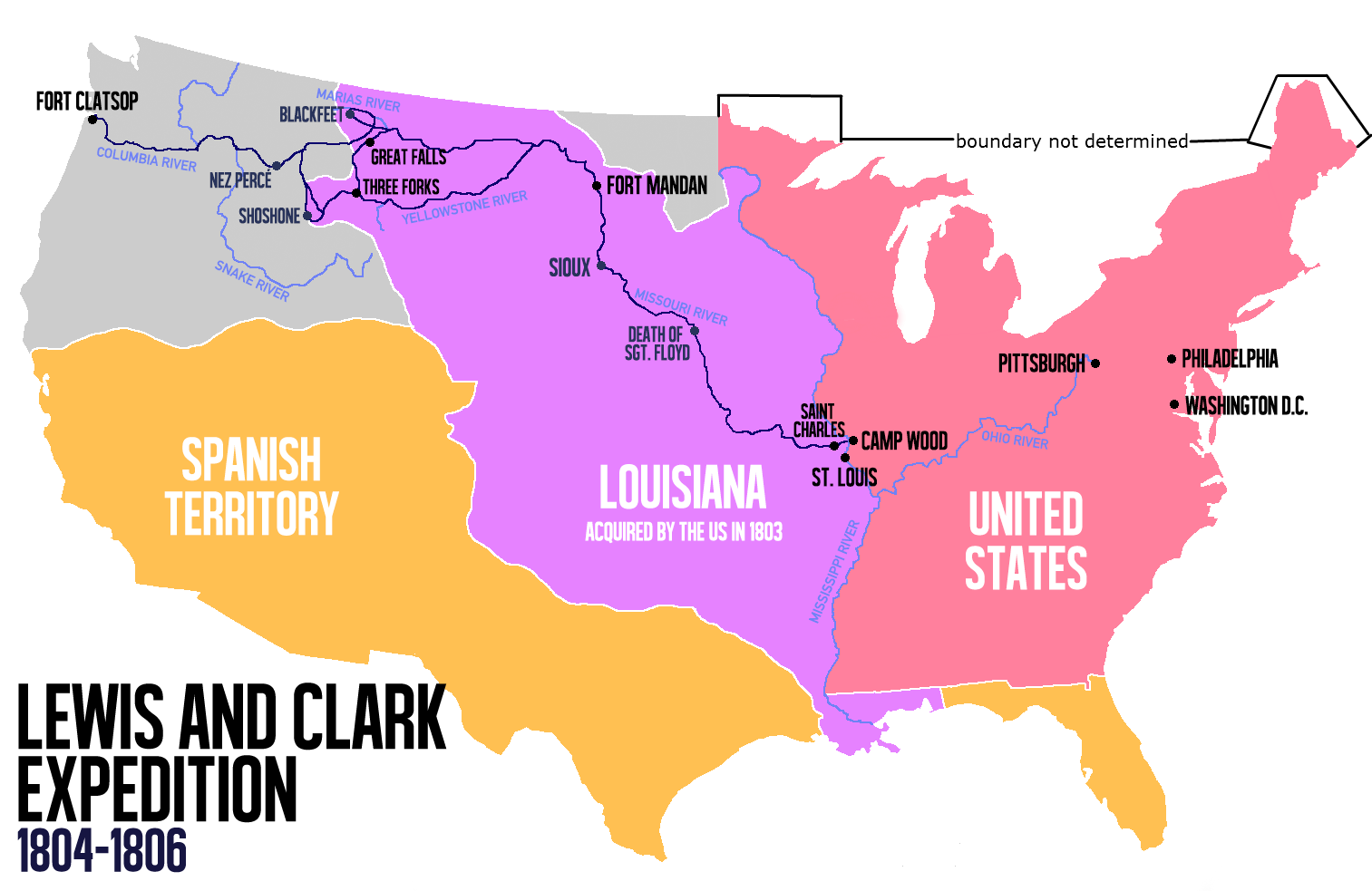
Route van de expeditie

Nadat de Verenigde Staten bij de Louisiana Purchase het enorme gebied hadden verkregen wilde president Jefferson de Amerikaanse claim kracht bijzetten door het gebied te verkennen en in kaart te brengen. Jefferson, zelf een veelzijdig intellectueel en wetenschapper, was geïnteresseerd in wat er voorbij de Mississippi te vinden was, de flora en fauna van het westen alsmede de indianenstammen die er leefden, en in de (geologische) rijkdommen die er wellicht waren te winnen. Hij vroeg $2500 aan het Amerikaanse Congres om een expeditie uit te rusten om het territorium te verkennen "tot aan de westelijke oceaan".
Jeffersons persoonlijke secretaris, Kapitein Meriwether Lewis, werd als leider van de expeditie aangesteld en Lewis koos 2e luitenant William Clark als coleider. Hoewel Clark niet de rang van kapitein had, werd hij toch zo genoemd om zijn rol als leider samen met Lewis te onderstrepen.

### Westwaarts

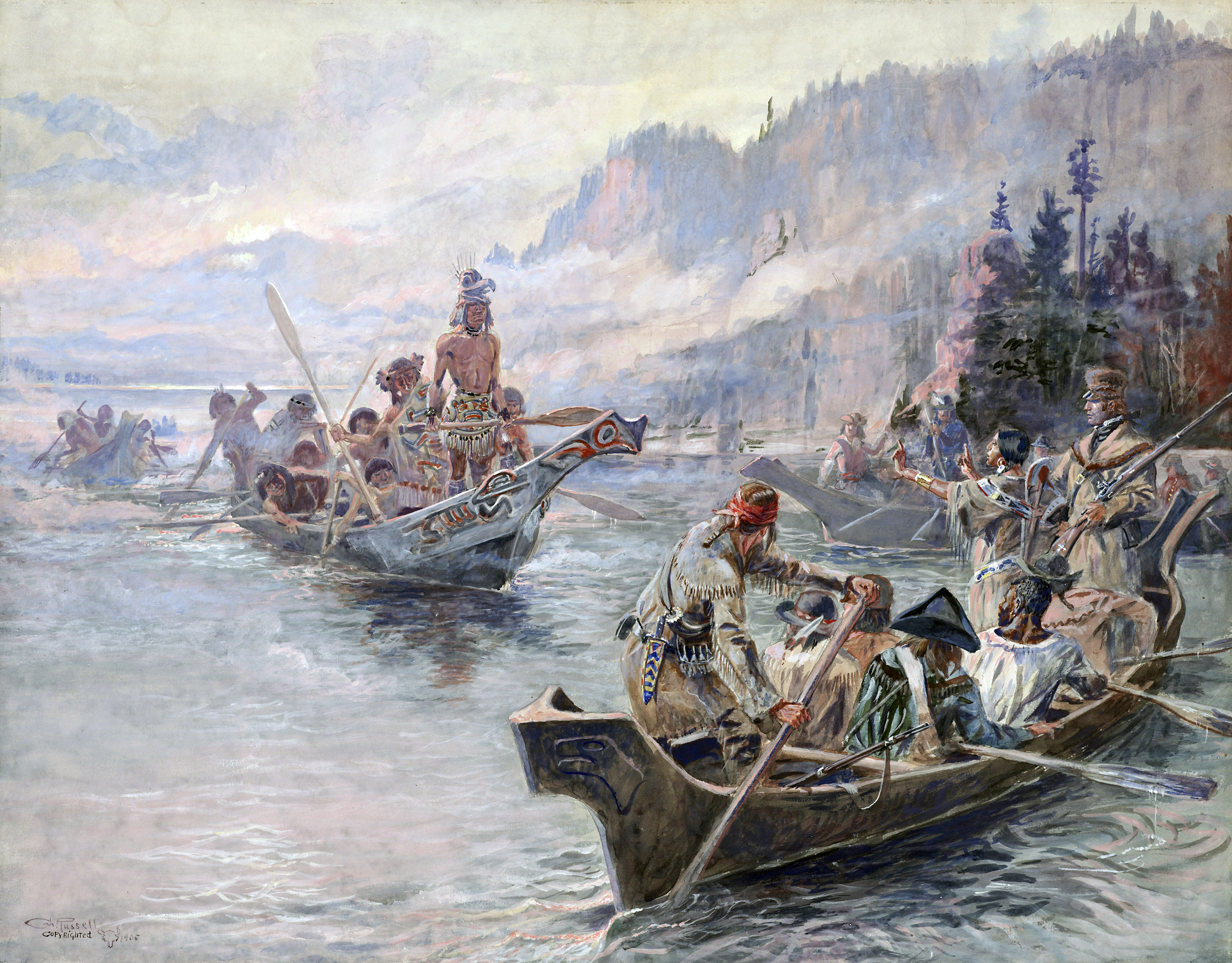
Lewis and Clark op de Lower Columbia

Op 14 mei 1804 vertrok de expeditie nabij het huidige Hartford, Illinois en de laatste leden van de groep sloten zich aan bij St. Charles in de staat Missouri waarna het gezelschap van zo'n 40 man westwaarts trok langs de Missouri en al gauw trok men voorbij La Charette, de laatste blanke nederzetting aan de Missouri. Al kort na vertrek, in augustus, verloor de expeditie het eerste, en naar uiteindelijk bleek ook enige lid, Charles Floyd, waarschijnlijk aan appendicitis.
Bij het huidige Washburn, North Dakota bouwden de expeditieleden Fort Mandan, waar de groep overwinterde. Tijdens deze pauze vergaarden de leden van de expeditie informatie over de lokale indianenstammen en hun cultuur. Ook werden hier de Métis Toussaint Charbonneau en zijn vrouw Sacagawea, een Shoshone-indiaanse, gerekruteerd voor de tocht, voornamelijk om hun kennis van de indianen in het gebied en als vertaler.

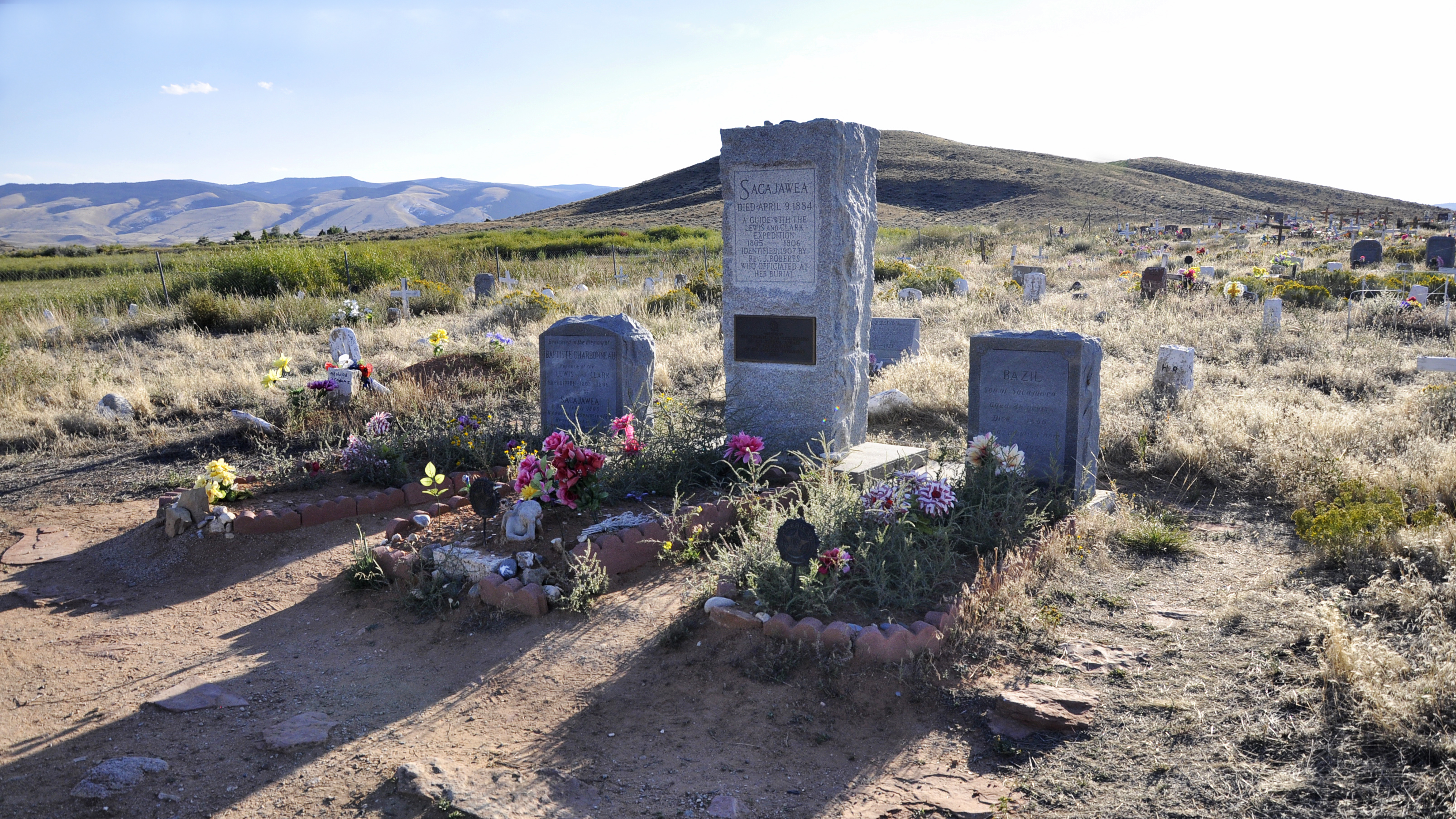
Het graf van Sacagawea in Fort Washakie

In het voorjaar van 1805 ging de expeditie weer verder westwaarts, per kano, langs de Missouri waar de oorsprong van de rivier werd verkend. Te voet ging men verder naar het gebied van de Shoshonestam en een groep van Shoshones, geleid door Sacagawea's broer, hielp de expeditie aan paarden en een gids die ze over de Bitterroot Mountains leidde. Na de moeilijke overtocht over de bergen kreeg de expeditie hulp van de Nez Percé-indianen. De paarden werden achtergelaten en per kano ging men weer verder over de rivieren de Clearwater en de Snake naar de Columbia waarop in november de kust van de Grote Oceaan werd bereikt.

### Terugtocht
Nabij het tegenwoordige Astoria in Oregon werd Fort Clatsop gebouwd waar de winter werd doorgebracht. In 1806 werd de tocht oostwaarts hervat en het enige gewelddadige treffen met een indianenstam, de Blackfoot, leidde tot enkele gedode stamleden maar geen verliezen bij de expeditieleden. Enkele rivieren en bergketens, vooral in het huidige Montana, werden verkend en de groep splitste op in twee kampen die kort daarna weer samenkwamen om langs de Missouri weer terug te keren. Op 23 september 1806 werd Saint Louis, Missouri bereikt.

## Resultaten van de expeditie

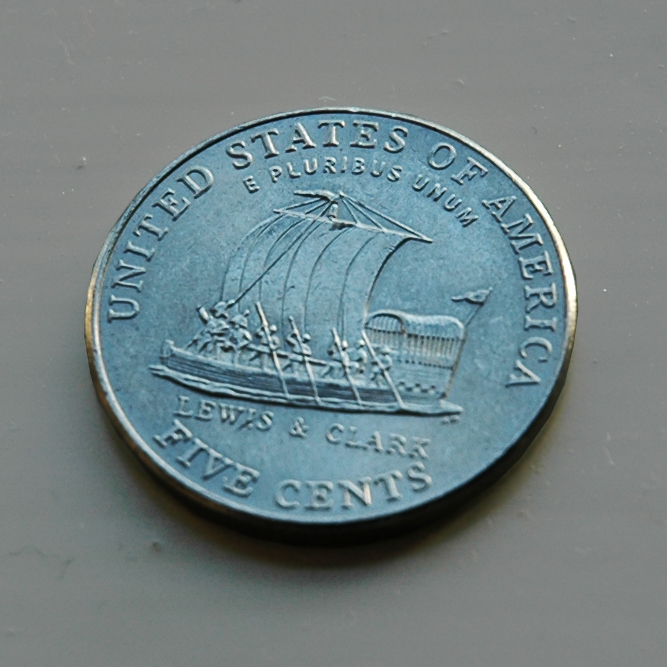
De expeditie van Lewis en Clark, afgebeeld op een Amerikaanse munt van 5 dollarcent

De expeditie noteerde bijna alles wat men tegenkwam: nieuwe diersoorten en planten, de cultuur van de oorspronkelijke bewoners van het gebied dat werd doorkruist alsmede het in kaart brengen van de rivier de Missouri en grote delen van het westen van het nieuwe territorium waarbij rivieren en bergketens werden benoemd. 178 plantensoorten die nog niet eerder beschreven waren werden ontdekt alsmede zo'n 122 diersoorten en ondersoorten.
De tocht opende ook de weg voor de enorme expansie die de VS zouden doormaken naar het westen toe in de eeuw na de tocht. De VS versterkten hun claim op een deel van Oregon Country, een gebied dat werd betwist met Groot-Brittannië, en gaf de voorzet voor meer gedetailleerde verkenningstochten naar het westen. De relatie met de indianenstammen was over het algemeen vriendschappelijk en dat zou zo blijven tot de vestiging van grote groepen pioniers in het westen. Ook werd de grondslag gelegd voor de lucratieve handel in pelzen en werden delen van het latere Oregon Trail voor pioniers voor het eerst bewandeld.
Als resultaat van de expeditie en het grote succes ervan werden Lewis en Clark ware volkshelden en werd het westen een belangrijker factor in het denken van het Amerikaanse volk.
Diverse dieren- en plantensoorten die tijdens de expeditie werden verzameld en beschreven hebben nog steeds de naam van Lewis en/of Clark in hun wetenschappelijke aanduiding.

## Varia
De beide ontdekkingsreizigers zijn geëerd met diverse vernoemingen. Er is een plaats naar het tweetal genoemd, Lewis and Clark Village in Missouri, en onder meer ook het Lewis and Clark College, een school in Portland, Oregon.